# Tomislav Išek
Tomislav Išek (Kastav, Rijeka, 1937.) je bosanskohercegovački povjesničar. 
Rođen je u Kastvu kod Rijeke 1937. godine. Veći dio školovanja obavio je u Sarajevu. U Sarajevu je maturirao na gimnaziji 1956. godine. Diplomirao je povijest na Filozofskom fakultetu 1960. godine. Na istom je fakulttu 1976. doktorirao na djelatnosti HSS-a u BiH do uvođenja Šestosiječanjske diktature. Na Filozofskom fakultetu u Beogradu magistrirao je 1967. godine. U Parizu je boravio 1970. i 1971. kao stipendist francuske vlade na znanstvenom usavršavanju. Suradnja s francuskim sveučilištima nastavila se i poslije, kad je bio član komisija za obranu magisterija i doktorata na Sorbonni.
Zaposlio se na Institutu za povijest u Sarajevu (Institut za historiju). Bavio se poviješću Bosne i Hercegovine u 20. stoljeću. Najdugovječniji je djelatnik Institutu za povijest u Sarajevu. U njemu je radio cijeli svoj radni vijek, od 1961. do 2004. godine. Od 1989. bio je znanstveni savjetnik, a od 1997. do 1998. bio je v.d. direktora Instituta. Od 1996. predavao je kao redovni profesor na Filozofskom fakultetu u Tuzli. 